# Kollo Daniel Sanou
Pour les articles homonymes, voir Kollo et Sanou.
Kollo Daniel Sanou, né en décembre 1949 à Borodougou (province de Houet) au Burkina Faso, est réalisateur et producteur burkinabé.

## Biographie

### Enfance et études
Kollo Sanou fait son enfance et ses études en Côte d'Ivoire.Après une formation à l'Institut National des Arts d' Abidjan, au Conservatoire  Libre du Cinéma Français puis a l'Institut National de l'Audiovisuel a Bry-sur-Marne, Kollo Daniel Sanou regagne la Haute-Volta (actuel Burkina Faso) et réalise avec la société Cinafric son premier long-métrage intitulé Paweogo (l'emigrant) prix de la première œuvre au FESPACO 1983.

## Carrière
Considéré comme l'une des grandes figures du cinéma burkinabé, il s'essaie à la publicité en 1986, mais retourne vite à sa véritable passion qu'est le cinéma.
Sanou Kollo travaille par la suite à la direction de la production cinématographique puis à la Direction de la production audiovisuelle du Ministère de l'Information du Burkina Faso. Il termine sa carrière administrative à la télévision nationale de son pays.
En 2000, il se lance dans des productions privées avec la célèbre série Taxi Brousse coproduite avec l'agence Proximités au Bénin.
En 2005, il réalise Tasuma (Le Feu) qui obtient de nombreux prix parmi lesquels l’Étalon de bronze, le prix du public (prix RFI), le prix Lionel Ngakane, (Afrique du Sud), le prix de la CEDEAO, le Prix du jury jeune du Festival du film africain d'Angers en France, etc.
En 2011, Sanou Kollo réalise Le Poids du Serment, un long métrage qui traite des croyances traditionnelles face à une secte. La post-production de ce film a été possible grâce à une coproduction acquise avec le Centre cinématographique marocain. Ce film obtiendra le Prix du meilleur montage au FESPACO 2011, le Prix du jury jeune du Festival du film africain d'Angers en France en 2011, le Grand prix au festival international du film d'Innsbruck en Autriche en 2011, le grand prix du Festival des films de la lagune à Abidjan en 2012 et le grand prix du Festival Film Francophone de Kalamazoo dans le Michigan aux États-Unis en mars 2013.
À partir de 2012, Sanou Kollo est coscénariste et réalisateur de plusieurs épisodes de la série télévisuelle Affaires Publiques produite par la télévision nationale du Burkina Faso. Il est également enseignant vacataire à l'Institut supérieur de l’image et du son (ISIS) à Ouagadougou. Il y assure un cours théorique et pratique sur la réalisation cinématographique aux étudiants de la première et de la deuxième année de l’ISIS. Kollo est également enseignant vacataire à l’École nationale d'administration et de magistrature (ENAM). Il y assure un cours théorique et pratique sur la réalisation cinématographique aux étudiants du cycle Ingénieur du Cinéma et de l’Audiovisuel (ICAV), aux étudiants du cycle Administrateur du Cinéma et de l’Audiovisuel (ACAV) ainsi qu'aux Techniciens Supérieur du Cinéma et de l'Audiovisuel (TSCA).

## Filmographie

### Fictions et séries télévisuelles
- 1978 : Beogo Naba (Chef de demain)
- 1982 : Paweogo (l'Émigrant)
- 1992 : Jigi (l'Espoir)
- 1998 : Marcel et le médiateur du Faso (co-réalisation avec Pierre Rouamba)
- 1999 - 2004 : Taxi Brousse[2]
- 2005 : Tasuma (le feu)[3],[4]
- 2011 : Le poids du serment[5],[6]
- 2012 : Docteur Yeelzanga
- 2012 - 2016 : Affaires Publiques
- 2021 TA KAMI long métrage de fiction.

### Documentaires
- 1980 : Les Dodos
- 1984 : L'Artisanat et son pays
- 1989 : Fespaco 1989
- 1991 : Siao 1991
- 2000 : La Piraterie, un fléau en Afrique de l'Ouest
- 2006 : Droit de mémoire (co-réalisation avec Pierre Rouamba)
- 2007 : Après l'urgence (co-réalisation avec Jean-Claude Frisque)
- 2013 : Le Bon Riz de Madame Moui (produit par la Coopération de Taiwan au Burkina Faso)

### Animation
- 1984 : L'Aigle et le Caméléon

## Distinctions Honorifiques
- Chevalier de l’ordre du mérite des arts, des lettres et de la communication du Burkina Faso (2002)
- Chevalier de l’ordre Burkinabè (2008)
- Chevalier de l'ordre des étalons (2019)